# Athanase Dupré
Athanase Dupré (francès: Louis Victoire Athanase Dupré)  (Cerisiers, 28 de desembre de 1808 - Rennes, 10 d'agost de 1869) fou un matemàtic i físic francès conegut pels seus treballs en termodinàmica.

## Vida i Obra
Després de fer el seu ensenyament secundari al institut d'Auxerre, Dupré va ingressar a l'École Normale Supérieure el 1826, on es va graduar el 1829. Immediatament, va obtenir un lloc de professor al Institut de Rennes, on va donar classes de matemàtiques i de física. El 1847 va ser nomenat catedràtic de matemàtiques de la Facultat de Ciències de la universitat de Rennes, institució de la que va ser degà des del 1866.
Va treballar en la teoria de nombres de Legendre i els darrers deu anys de la seva vida en termodinàmica. El 1869 va publicar el llibre pel que és més conegut: Théorie mécanique de la chaleur, en el que concloïa que la pressió d'un fluid real havia de ser proporcional a {\displaystyle T/(V+c)} on {\displaystyle c} era una constant que va denominar co-volum. També va publicar una quarantena d'articles sobre aquest tema en els Annales de chimie et de physique.
Altres camps en els que també va treballar van ser la teoria de nombres, amb articles publicats en el Journal de Mathématiques Pures et Appliquées (1846-1848), i la capil·laritat i la tensió superficial dels fluids.